# Asphodeline brevicaulis
Asphodeline brevicaulis là một loài thực vật có hoa trong họ Thích diệp thụ. Loài này được (Bertol.) J.Gay ex Baker miêu tả khoa học đầu tiên năm 1876.